# Pamela Melroy
Pamela Anne Melroy (Palo Alto, 17 de setembro de 1961) é uma astronauta dos Estados Unidos veterana de três missões no espaço, a última delas, STS-120, como comandante, sendo a segunda mulher a comandar uma missão do ônibus espacial, depois da pioneira Eileen Collins.
Oficial da Força Aérea dos Estados Unidos, Pamela formou-se em Astronomia e Física no Colégio Wellesley, reputada instituição feminina de ensino nas proximidades da cidade de Boston, Massachusetts, em 1983. Após a conclusão do curso secundário, fez mestrado em Ciências Planetárias no prestigiado Instituto de Tecnologia de Massachusetts.
Depois de completar os estudos ela entrou para a Força Aérea, graduou-se como piloto e participou de missões de combate na Guerra do Golfo, em 1991. Depois da guerra fez o curso de piloto de testes da força aérea, formando-se  em julho de 1991 e passando a testar aviões C-17, baseada na Base Aérea Edwards, na Califórnia.
Melroy foi selecionada para a NASA em 1994 e fez dois anos de treinamento como piloto do ônibus espacial. Foi ao espaço duas vezes como piloto, a primeira na missão STS-92 em 2000 e a segunda na STS-112, em 2002.
Em outubro de 2007 foi pela terceira ao espaço desta vez como comandante da missão STS-120, na nave Discovery, segunda mulher a exercer um comando de missão espacial, para trabalhos na ISS que incluíram a instalação de um módulo construído pela ESA para a estação. A missão esteve na ISS durante a Expedição 16, que trabalhou e habitou a estação por seis meses, comandada pela astronauta Peggy Whitson. Foi a primeira vez na história da exploração espacial em que as duas missões em curso no espaço foram comandadas por duas mulheres.

## Administradora Adjunta da NASA
No dia 16 de abril de 2021, a Casa Branca anunciou sua intenção de nomear Melroy como administradora adjunta da NASA, onde ela servirá ao lado de Bill Nelson, que foi nomeado como administrador no dia 19 de março de 2021. No dia 22 de abril de 2021, sua nomeação foi enviada ao Senado. O United States Senate Committee on Commerce, Science, and Transportation realizou uma audiência no dia 20 de maio de 2021, onde Melroy conseguiu um forte apoio bipardidário ao seu favor. Durante sua audiência, Melroy apoiou a extensão da Estação Espacial Internacional e que trabalhará ao lado de Bill Nelson na operação da agência.
No dia 16 de junho de 2021, sua nomeação foi relatada pelo Comitê do Comércio no Senado por voto oral e no dia seguinte, sua nomeação foi confirmada pelo Senado de forma unânime. Ela assumiu a posição após jurar ao administrador Bill Nelson no dia 21 de junho de 2021.